# Acer dasycarpum
Acer dasycarpum é uma espécie de árvore do gênero Acer, pertencente à família Aceraceae.